# پائولا ریبو
پائولا ریبو (به انگلیسی: Paula Ribó) با نام کامل پائولا ریبو گونزالس (به انگلیسی: Paula Ribó González)(زاده  ۳۰ آوریل ۱۹۹۰) خواننده، بازیگر و مجری رادیو اسپانیایی است.